# 御史駅
御史駅（オサえき、어사역）は、朝鮮民主主義人民共和国の鉄道駅である。黄海北道銀波郡に位置している。